# Front per l'Alliberament Àrab
El Front Àrab d'Alliberament (àrab: جبهة التحريرالعربية, Jabhat at-Taḥrīr al-ʿArabiyya) és una organització militant palestina, aliada políticament al Partit Baas iraquià. El gruix del grup es troba en la comunitat de palestins refugiats a l'Iraq, formada per unes 40.000 persones.

## Història
Fundat en 1969 per Zeid Heidar, un activista baasista palestí que va viure a l'Iraq i Líban, el FLA va ser una resposta a la formació d'As Saiqa, un grup similar pro-sirià. El President de l'Iraq, Ahmad Hassan al-Bakr, volia un grup palestí que representés els interessis iraquians en l'OLP. Però al contrari d'altres grups palestins en l'OLP, el FLA no creia en un país palestí independent, doncs, seguint les idees panarabistes, veien a l'Iraq com el líder d'un Estat unit àrabs.
En els anys 70, el FLA va ser un aliat inmportante del cap de l'OLP i de Fatah, Yasir Arafat, qui s'oposava a la influència siriana entre els palestins. El FLA també es va oposar al rei de Jordània, Hussein, qui lluitava contra una revolta palestina en el seu regne en 1970 i 1971 en un conflicte que es va dir Setembre Negre.
Quan va començar la Guerra Civil Libanesa en 1982, el FLA va donar suport al Moviment Nacional Libanès, un grup que creia en el panarabismo, juntament amb el Partit Baaz líbanés pro-iraquià i altres grups sunnitas. Però l'entrada de forces sirianes a Líban per ajudar a les forces conservadors cristianes del President Elias Sarkis va marcar la fi del somni d'una república socialista al país.
Durant la guerra, el FLA va estar en el costat d'Arafat contra els aliats del President sirià Hafez al-Assad, qui volia deposar Arafat com a cap de l'OLP i reemplaçar-ho per Zuhayr Muhsin, el líder d'As Saiqa.
L'Acord de Taif en 1991 -quan va acabar amb la Guerra Civil Libanesa- i els Acords d'Oslo en 1993 van marcar la fi de la participació del FLA en la violència a Líban. Pel seu suport a l'Iraq durant la Guerra del Golf Pèrsic en 1991, el FLA va passar a ser un enemic dels Estats Units. El rebuig del FLA als Acord d'Oslo va provocar l'escissió del grup, els militants seguidors d'Arafat es van retirar creant el Front Àrab Palestí.
Si bé el grup no duia a terme atacs, encara cridava per la lluita armada contra Israel. En la Segona Intifada el FLA distribuïa a famílies de chehadat (màrtirs) diners en el nom del president Saddam Hussein de l'Iraq. En 2003, quan Estats Units va atacar l'Iraq i va deposar Hussein, el FLA va perdre la seva font de finançament; des d'aquest any es va afeblir molt i gairebé va desaparèixer. El cap del FLA, Rakad Salem, va ser empresonat en 2001 per Israel per les seves activitats de distribució de diners iraquià a famílies de chehadat.

## Ideologia
El Front per l'Alliberament Àrab s'oposa a la "palestinización" del conflicte àrab-israelià, i ha dit que la guerra autèntica és del poble àrab contra les forces del colonialisme, l'imperialisme i el sionisme. La ideologia del FLA es basava en la creença que l'Iraq era el país més important del món àrab, i com tal deu liderar la lluita pel panarabismo. En aquest context el poble palestí hagués de lluitar per l'alliberament de la terra palestina, per integrar-la a una gran nació àrab. El FLA rebutjava el Programa dels Deu Punts de 1974 de Yasir Arafat, i cridava per una lluita unida contra Israel per corregir les equivocacions comeses en la Guerra dels Sis Dies de 1967.

## Accions armades
El grup no s'ha implicat en accions armades contra Israel des de començaments de la dècada de 1990, i posseeix una capacitat militar reduïda. Actualment, el seu nombre de militants s'estima en uns 400 homes. El grup no és considerat terrorista per part dels Estats Units, la Comunitat Europea ni per les Nacions Unides.